# La Llosa de Ranes
La Llosa de Ranes ist eine Gemeinde der Valencianischen Gemeinschaft in Spanien mit 3.736 Einwohnern (Stand: 2024).

## Lage
Zur Autovia del Mediterraneo im Westen sind es eineinhalb Kilometer und nach Xativa im Süden zwei Kilometer. An die Mittelmeerküste nach Cullera sind es 25 Kilometer nach Nordosten und im Südosten nach Gandia 30 Kilometer.

## Geschichte
Llosa galt in der Maurenzeit als Erholungsort mit Moschee und Bädern. Nach der Rückeroberung verteilte Jakob I. von Aragon das Land, begründete den Ort und benannte ihn nach einem seiner Feudalherren Lloesa. 1520 verkaufte Juan Sanz de la Llosa das Gut an verschiedene Einwohner von Xàtiva und Llosa. 1609 vertrieb man die hier wohnenden Mauren und ließ es durch während der Vertreibung der Letzteren entvölkert. Es wurde von Christen neu besiedeln. 1646 gab es 23 Haushalte mit 100 Menschen. Im späten achtzehnten Jahrhundert wohnten in 291 Häusern etwa 1.000 Einwohner. 1897 war die Bevölkerung auf 2024 angewachsen.